# Metallica
Metallica és un grup de música estatunidenc actiu des de principis la dècada del 1980. Va ser creat el 1981 a Los Angeles pel danès Lars Ulrich i James Hetfield, als quals se'ls unirien Lloyd Grant i Ron McGovney. Aquests dos músics van ser després substituïts pel guitarrista Dave Mustaine i el baixista Cliff Burton, respectivament. Mustaine va ser acomiadat un any després d'ingressar en el grup a causa de la seva excessiva addicció a les drogues i a l'alcohol (creant a continuació el grup Megadeth), i va ser substituït a Metallica per Kirk Hammett. Per una altra part, el 1986, la mort de Cliff Burton en un accident d'autobús a Suècia va provocar l'entrada al grup de Jason Newsted, que, quinze anys més tard, seria substituït després de la seva deserció pel baixista actual del grup, Robert Trujillo.
Després de participar en el desenvolupament del thrash metal durant la dècada del 1980, el grup va ampliar la seva audiència a principis de la del 1990 per incloure molts seguidors nous. Conseqüentment, el grup va esdevenir l'exemple comercial més visible del gènere del metal durant la major part de la dècada. Entre la seva discografia destaca el seu cinquè àlbum, epònim al grup però conegut com a The Black Album, que va debutar al número 1 de la llista estatunidenca d'àlbums. Amb aquesta publicació va ampliar la seva direcció musical apel·lant a una audiència més convencional. Tanmateix, l'èxit comercial de Metallica va ser acompanyat de canvis estilístics que van portar a crítiques per part dels seguidors més antics.
Metallica ha publicat nou àlbums d'estudi a més de diverses compilacions, àlbums en directe i EPs, dels quals se n'han extret un total de 37 senzills. La banda ha estat guardonada amb nou premis Grammy i cinc dels seus treballs han debutat en el número 1 de la llista estatunidencs d'àlbums. Es calcula que ha venut més de 110 milions de còpies dels seus treballs arreu del món. Juntament amb Megadeth, Anthrax i Slayer, Metallica és considerat com un dels "Quatre Grans" del thrash metal. L'any 2009 fou inclosa en el Rock and Roll Hall of Fame.
L'any 2000 fou una de les bandes i artistes que van demandar l'empresa Napster per compartir material protegit per copyright de franc sense el consentiment de la banda. La sentència provocà que el servei de Napster esdevingués de pagament.

## Història

### Formació del grup i primeres cançons (1981−1982)
Metallica es va formar a Los Angeles a la fi de 1981 quan el bateria Lars Ulrich va penjar un anunci buscant músics, al qual va respondre James Hetfield per fer de guitarra i veu. Ulrich es va traslladar al local que Hetfield posseïa al costat del seu amic Ron McGovney, el qual provenia d'una família benestant que posseïa nombroses propietats. Hetfield li va demanar a McGovney que toqués el baix al grup i es va oferir a ensenyar-li. A més, Ron va ser el dissenyador del ja famós logotip del grup. Després d'incessants intents d'aconseguir un guitarrista capdavanter influït per Motörhead i Iron Maiden, van trobar a Lloyd Grant, un jove guitarrista afroamericà amb qui van tocar la primera demo de Metallica, titulada «Hit the Lights» (1981). Lloyd, que no pensava quedar-se molt temps al grup, va ser al cap de poc substituït per Dave Mustaine en la guitarra capdavantera, completant així la primera alineació de Metallica, ja que en Mustaine van trobar a la persona ideal per tancar la formació. El primer pas va ser l'enregistrament del tema per al primer lliurament de la compilació Metal Massacre a principis de 1982. El tema triat seria «Hit the Lights», tema que provenia de l'anterior grup de Hetfield, Leather Charm, en una versió bastant allunyada de la qual un any més tard apareixeria en el primer àlbum oficial del grup.
El debut de Metallica en directe tindria lloc el 14 de març de 1982 en el club Radio City d'Anaheim, en una actuació en la qual la falta d'experiència sobre l'escenari va ocasionar seriosos problemes al grup. Dues setmanes més tard tindrien l'oportunitat d'esmenar el seu error obrint dues nits seguides per als anglesos Saxon en el local Whiskey-A-Go-Go de Los Angeles. Val a dir que dins del llibret de l'àlbum de versions que el grup va realitzar el 1998 titulat Garage Inc. poden trobar-se reproduïdes les notes que el mateix Ulrich va prendre en aquell moment sobre la marxa d'aquests dos concerts, incloent-hi les llistes de cançons d'ambdues nits i les impressions del bateria sobre la marxa d'aquestes.
La decepció que va ocasionar al grup aquests dos mals concerts va fer que es replantegessin la contractació d'un vocalista mentre Hetfield i Mustaine fossin els dos guitarristes del grup. Per a això es va contractar a Sammy Dijon, exvocalista del grup Ruthless, qui va realitzar algunes proves però que no va anar finalment admès en el si del grup, per la qual cosa va ser acomiadat. L'abril del 1982 es va contractar a un altre guitarrista, Damien Phillips (de nom real Brad Parker), per actuar com a tal mentre Hetfield es concentrava davant del micròfon, però també va ser acomiadat després de la seva primera actuació amb el grup a causa de la negativa de Mustaine al fet que hi hagués un tercer guitarrista. Posteriorment es van barrejar diversos cantants, entre els quals estaven John Bush, futur vocalista de Armored Saint, i Jesse Coix de Tygers of Pa Tang. Cap va ser admès, motiu pel qual Hetfield va passar a encarregar-se tant de la segona guitarra com de la veu des d'aquell moment. En un assaig realitzat a l'antiga escola de Lars Ulrich, el vocalista va ser Jeff Warner, del que s'explica que no va ser acceptat perquè desafinava massa.
Amb l'edició de Metal Massacre el mes de juny, el grup, després de renegar de la versió de «Hit the Lights» apareguda en el mateix per trobar-se completament desfasada del que constituïa el seu nou so, va decidir gravar la seva primera demo, titulada «No Life 'til Leather» probablement en una al·lusió al disc de Motörhead No Sleep 'til Hammersmith. Set temes formarien part d'aquesta demo, entre les quals es trobava una versió molt més potent i accelerada de «Hit the Lights».
Amb una agenda de concerts cada vegada més ajustada, Hetfield i Ulrich van començar a plantejar-se la substitució de Ron. Anys després, aquest va dir en una entrevista que la resta del grup li deixava que s'encarregués de tot i moltes vegades havia de pagar només ell. És en aquell moment quan comencen a aparèixer els problemes amb Mustaine derivats d'un caràcter extremadament violent unit al consum extrem d'alcohol i drogues. Coneixedor de la necessitat de Metallica de reclutar un nou baixista, Brian Slagel recomana a Ulrich i a Hetfield el grup Trauma, que acabava d'editar un dels seus temes en el segon lliurament de Metal Massacre. Hetfield i Ulrich quedarien totalment impressionats amb la destresa i presència a l'escenari del seu baixista, Cliff Burton, oferint-li immediatament d'entrar a formar part de Metallica, la qual cosa seria inicialment rebutjat per Burton. A final d'any va acceptar la invitació amb la condició que la banda es traslladés a El Cerrito, a la Badia de San Francisco.

### Kill 'em AlliRide The Lightning(1983−1985)
A principis de 1983 el mànager i promotor de concerts Johnny Zazula (amb l'ajut de la seva dona) es va posar en contacte amb el grup per oferir-los un trasllat a Nova York, amb la idea d'organitzar diversos concerts en la costa est i, si tot marxava bé, enregistrar un àlbum. Després d'acceptar l'oferta, Metallica va iniciar el viatge l'1 d'abril, i després de travessar tot el país, van fixar el seu nou lloc de residència en el Music Building de Nova York, un edifici en el qual cohabitaven amb diverses bandes de rock, entre les quals es trobava Anthrax, iniciant amistat i companyonia entre els dos grups.
Al cap de deu dies de la seva arribada a Nova York, la situació amb Mustaine es va fer insostenible pel seu abús amb les drogues i l'alcohol. Hetfield i Ulrich van sorprendre un Mustaine acabat de despertar-se per a anunciar-li que estava fora del grup i que aviat sortia l'autobús que li havien reservat per a tornar a casa (posteriorment Dave fundaria Megadeth). Per a alguns, el factor decisiu per a l'expulsió de Mustaine va ser l'accident de furgoneta que aquest va provocar en conduir embriac en el trajecte que va portar al grup de San Francisco a Nova York. Els integrants ja estaven preparats per a això i li van demanar a Zazula que es posés en contacte amb el guitarrista d'Exodus, Kirk Hammett, per unir-se al grup. Al principi, Kirk creia que la trucada de Zazula era una broma, però finalment va acceptar. De forma simultània a l'expulsió de Mustaine, Hammett deixava Exodus i es disposava a sortir cap a Nova York, arribant aquesta mateixa nit a altes hores de la matinada. Alumne de Joe Satriani, Hammett introduiria un so més melòdic, tècnic i estilitzat en Metallica que es faria patent a partir del segon àlbum del grup, ja que el primer estava compost íntegrament en el moment de la seva entrada. El debut del nou guitarrista tindria lloc en el novaiorquès «Showplace» obrint per a The Rods.
Després d'un mes d'assaigs, Metallica entraria finalment el 10 de maig en els «Music America Studios» per gravar el seu primer àlbum. La llista de cançons seria pràcticament igual que el de No Life 'til Leather, incloent-hi com a novetats el tema «Whiplash», ja aparegut en Live Metal Up Your Ass, i el sol de baix que Burton solia executar en els concerts, sota el nom de «(Anesthesia) Pulling Teeth». A més, també s'inclouria una versió del tema «The Mechanix», afegint nous riffs i rebatejant-la com «The Four Horsemen». La producció seria a càrrec de Paul Curcio, propietari dels estudis i enginyer resident. El seu treball va aixecar suspicàcies per part del grup a causa de la diferència de criteris pel que fa al so de l'àlbum que volia imprimir-li el grup.
Després de sis setmanes, el primer treball de Metallica seria llançat en el mes de juliol sota el nom Kill 'em All. Aquest nom (en català, Mata'ls a tots) provenia d'una frase de Cliff Burton a causa de l'empipament que va produir en el grup la negativa de diverses distribuïdores de discos a comercialitzar l'àlbum amb el títol que el grup volia donar-li, Metal Up Your Ass (Metall pel cul). Zazula, incapaç de trobar una companyia discogràfica interessada a publicar el disc, va optar finalment per la fundació d'un segell propi, Megaforce Records. Es va aconseguir la xifra de 17.000 còpies venudes en les dues primeres setmanes, i sobretot, Kill 'em All va contribuir notablement a estendre la bona reputació de Metallica, rebent un devessall de crítiques favorables per part de la premsa, que ja començava a veure'ls com els iniciadors d'un nou corrent en el metal. Posteriorment, la xifra de còpies venudes del disc arribaria fins a les 300.000.
Com a forma de promoció, Zazula organitzaria una gira conjunt amb Raven que els portaria per tot els Estats Units, constant de 35 dates i batejat com Kill 'em All For One Tour (l'àlbum que Raven es trobava promocionant es deia All For One). Posteriorment, i després de diversos concerts en San Francisco, Nova York i Boston, i pràcticament coincidint amb l'edició a Europa del senzill «Jump in the Fire» per part del segell Music for Nations, el 3 de febrer de 1984 es va iniciar la gira europea Seven Datis of Hell, en la qual s'encarreguen d'obrir per als anglesos Venom, tenint com a moment cim la participació en l'Aardshock Festival en els Països Baixos, tocant davant més de 5.000 persones, l'audiència més gran que havien tingut fins al moment.
Acabada la gira, Metallica entraria el 20 de febrer en els Sweet Silence Studios de Copenhaguen per a l'enregistrament del seu segon àlbum, recaient tot el pes de la producció en l'enginyer resident Flemming Rasmussen, qui ja havia treballat anteriorment amb bandes com Mercyful Fate i Rainbow i posteriorment amb Sepultura i Blind Guardian. L'ajustat pressupost del que Zazula disposava es va convertir en el principal problema durant l'enregistrament de l'àlbum, que va transcórrer a un ritme frenètic durant menys d'un mes, quedant finalitzada el 14 de març, i veient-se només interrompuda per la fallida gira Hell On Earth al costat de The Rods i Exciter, finalment cancel·lada per l'escassa venda d'entrades. Amb aquest nou treball, Metallica hauria d'afrontar per primera vegada crítiques provinents dels seus propis fans a causa de la filtració de quatre temes de l'àlbum en forma de demo de treball, concretament «Fight Fire With Fire», «Creeping Death», «Ride the Lightning» i l'experimental i instrumental «When Hell Freezes Over», primer nom de la després coneguda com a «The Call of Ktulu». A la considerable evolució mostrada en aquests temes s'unia el rumor latent que el grup estava treballant en una balada, la qual cosa va provocar certa agitació dins del sector més extrem dels fans del grup.
Ride the Lightning, nom que rebria finalment l'àlbum, suposaria un gran canvi en el so del grup, que s'endinsava en terrenys molt més melòdics i simfònics. Les labors de composició van comptar amb la col·laboració de Burton i Mustaine. També es va confirmar el rumor la inclusió d'una balada, que rebria el títol de «Fade to Black», i la lletra del qual tractava sobre el suïcidi. Va ser escrita per Hetfield inspirant-se en el robatori d'equip que el grup va sofrir el 14 de gener d'aquell mateix any (1984), i vista per certa part dels primers seguidors com una traïció per part del grup, a la qual van titllar obertament com «venuda».
La primera aparició del grup en els escenaris després de l'enregistrament tindria lloc en dos sold-out en el londinenc Marquee, després de la qual cosa es farien diversos concerts en Alemanya, Països Baixos i Bèlgica. El moment més important d'aquest tour arribaria el 3 d'agost en el «Roseland» de Nova York, on tindrien un primer contacte amb el segell Elektra Records, i en el qual, després del concert, iniciarien les negociacions amb Peter Mensch i Cliff Burnstein de l'agencia Q-Prime, la qual finalment acabaria comprant el contracte de Metallica a Johnny Zazula. Probablement és aquest fet el que fomentaria les converses del grup amb Elektra, que acabaria fitxant-los el 12 de setembre després de signar un contracte en el qual s'atorgava al grup el control artístic absolut sobre la seva carrera.
El primer moviment d'Elektra després de reclutar a Metallica seria reeditar Ride the Lightning sota el seu segell el 19 de novembre, alhora que Music for Nations, amb la qual Zazula tenia un acord encara vigent després del fitxatge per Elektra, edita a Europa el single «Creeping Death», que contindria la suite The Garage Days Re-visited, formada per les versions «Am I Evil?» de Diamond Head i «Blitzkrieg» del grup amb el mateix nom. Al seu torn, s'inicia una nova gira europea, aquesta vegada coordinada per Q-Prime amb Robert Allen com mànager de la gira, que va donar començament a la francesa ciutat de Rusen el 16 de novembre i va finalitzar en el London Lyceum de Londres el 20 de desembre després d'haver visitat França, Alemanya, Dinamarca, Suècia, Suïssa, Itàlia, Finlàndia i Anglaterra amb un enorme èxit de públic.
Finalitzada la gira europea, i després d'un descans per Nadal, Metallica va iniciar l'11 de gener de 1985 una gira pels Estats Units i el Canadà al costat de Armored Saint i els WASP de Blackie Lawless, amb els qui el grup va tenir diversos frecs a causa del suposat ego d'aquest cantant. Seria durant aquesta gira quan el grup comença a ser coneguda com a «alcohòlica» pels seus excessos amb l'alcohol. A això s'uniria el cartell que van col·locar en aquest autobús, «No rigui, senyor. La seva filla probablement estigui dins», que donava una idea de l'actitud informal del grup. Després de més de tres mesos en la carretera, la gira tindria el seu final en el Starry Night Club de Portland.

### Master of Puppetsi la mort de Cliff Burton (1986)
Passats dos anys de gira, van tornar als Sweet Silence Studios. D'allí va sorgir Master of Puppets al març de 1986, el tercer àlbum d'estudi de la seva discografia i un dels discos més lloats dins del heavy metal, la cançó principal del qual homònima és considerada per molts fans com la millor de Metallica. El disc ha venut fins a la data més de 7 milions de còpies a tot el món, malgrat que només va arribar en el seu moment al lloc 29 del Billboard però va romandre 72 setmanes a les llistes. Fou el primer treball de la banda en ser certificada amb un disc d'or (1986), i finalment sis vegades disc de platí (2003).

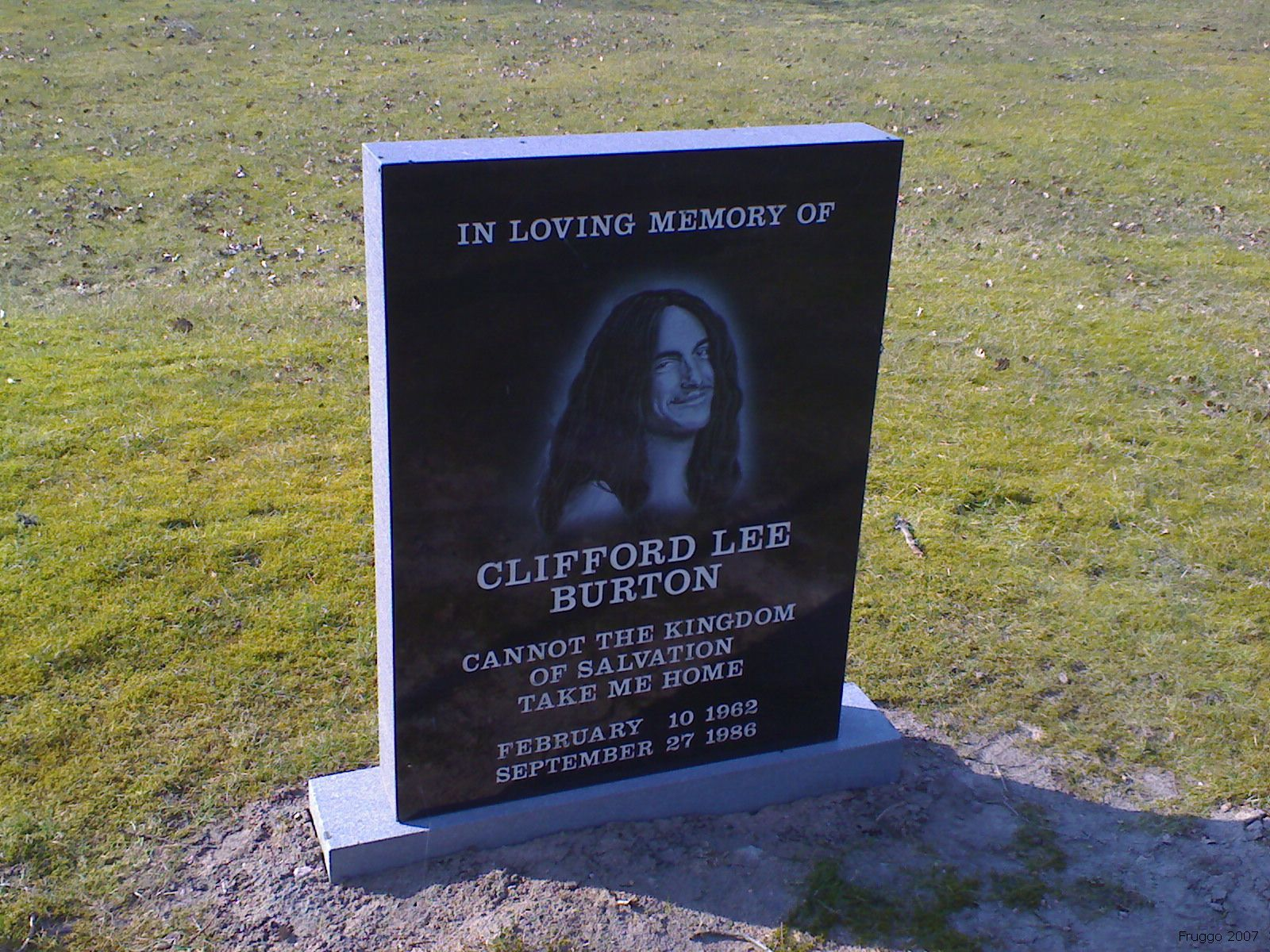
Monument en commemoració de Burton prop del lloc en el qual es va estavellar l'autobús.

La gira de presentació del disc va començar a l'estiu de 1986 amb el guitarrista rítmic John Marshall, ja que Hetfield s'havia trencat el canell en un accident de skateboard. Continuant la gira per Europa amb Hetfield ja recuperat, quan l'autobús de la gira circulava per les carreteres sueques a les 6:15 hores del matí del 27 de setembre; Cliff es trobava dormint en la llitera assignada a Kirk Hammett (a causa que aquest últim havia perdut en una aposta jugant naips), sobtadament, l'autobús va bolcar prop del poble de Ljungby, i va caure sobre el cos del baixista després de sortir llençat per la finestra, causant-li la mort de forma instantània. Segons el conductor, l'autobús va derrapar a causa de les plaques de gel que hi havia en la carretera, la qual cosa va ocasionar la bolcada; Hetfield, furiós pel succeït, va intentar colpejar el conductor, sent detingut pels seus companys. Posteriorment va recórrer una distància considerable de la carretera buscant les plaques en roba interior, encara que no en va trobar cap. En el funeral de Burton, es va escoltar el tema «Orion».
La seva mort va provocar la suspensió de la gira del grup i la retirada dels tres membres restants per reflexionar sobre el seu futur. Finalment, i després de consultar als familiars del desaparegut baixista, van decidir continuar amb la carrera musical del grup, i van reclutar el baixista Jason Newsted del grup Flotsam and Jetsam en el lloc del desaparegut Burton, lloc pel qual també va optar Els Claypool d'entre més de 40 músics. A l'any següent el grup tornaria a Europa per completar la gira amb el seu nou baixista. En la seva primera actuació amb Metallica, Newsted va tocar un sol de baix, la qual cosa va provocar el descontentament entre els fans del grup, els qui van dir que era una falta de respecte cap a Cliff Burton.

### ...And Justice For AlliMetallica(1987−1993)
En 1987 llançarien un gran àlbum de versions de les bandes que els van influir titulat Garage Days Re-Revisited per introduir a Newsted als fans. El nom es deriva de les sessions d'enregistrament d'aquest àlbum en el garatge d'Ulrich. Un any després llançarien un nou disc d'estudi, titulat ...And Justice for All. És el seu àlbum més fosc, amb un so dominat per ritmes de bateria densos i molt accelerats, de gran complexitat. Malgrat el que podria semblar, és un treball més melòdic que els seus predecessors, amb un ambient negatiu, i unes lletres més properes a la crítica social, política i fins i tot ecològica («Blackened»). Destaquen els temes «One» (cançó amb el primer videoclip gravat pel grup, recollint escenes de la pel·lícula Johnny va agafar el fusell; amb aquest videoclip, el grup va començar a guanyar fama en l'àmbit mainstream, però va perdre fans al mateix temps, qualificant-los com «venuts»), «To Live Is to Die» (dedicat a Cliff Burton basant-se en els esbossos d'una cançó que es trobava component en la qual se sent un poema compost pel desaparegut baixista malgrat ser un tema instrumental), «...And Justice for All» i «Blackened».
Aquesta producció va marcar una fita en l'equipament de les guitarres de Metallica, ja que deixen les seves full stacks valvulars Marshall, passant a utilitzar la Mesa Boogie, obtenint un so molt més agressiu. Algunes de les escasses crítiques que va rebre al disc es basen en, malgrat l'evolució, l'escassa qualitat en la producció, i l'escàs volum que té el baix, el qual gairebé no se sent, sent impossible de sentir en molts moments. Malgrat aquestes característiques i tenir una promoció gairebé nul·la sense cap mena de repercussió en canals de televisió com MTV, l'àlbum ha superat els 8 milions de còpies. També va arribar a la sisena posició en la llista estatunidenca d'àlbums, el primer treball de la banda que entrava al Top 10 d'aquesta llista.
Gràcies a aquest treball, Metallica rep la seva primera nominació als premis Grammy en 1989, en la categoria de Millor Interpretació Vocal o Instrumental d'Hard Rock/Metal. Contra tot pronòstic, el guanyador del premi va ser l'àlbum Crest of a Knave de Jethro Tull, que no van acudir a la gala. Lars Ulrich es referiria a ells després de guanyar el Grammy en 1992 en la mateixa categoria per l'àlbum homònim de la formació: «Volem donar les gràcies a Jethro Tull per no haver tret cap disc aquest any». Una anècdota explica que el presentador de la cerimònia, el famós cantant Alice Cooper, va quedar realment impressionat pel vencedor del premi, quedant la seva sorpresa cara gravada per les càmeres en el lliurament del premi.
El seu següent treball, anomenat Metallica, però més conegut com The Black Album (l'àlbum negre), es faria esperar fins a l'any 1991. Va ser produït per Bob Rock, conegut pel seu treball amb Bon Jovi i Mötley Crüe, entre d'altres. Amb cançons com «Enter Sandman», «Holier than Thou», «Sad But True», «The Unforgiven», «Wherever I May Roam» i «Nothing Else Matters», va vendre més de 500.000 còpies en la seva primera setmana als EUA, arribant al primer lloc en la llista del Billboard, en part gràcies al seu caràcter més comercial. Només als EUA, la RIAA certifica 14 milions de còpies venudes des de la seva sortida al carrer i fou certificat amb 16 discs de platí. El nom popular del disc, The Black Album (L'àlbum negre), ve de la portada del disc, que només conté el logo de Metallica en la cantonada superior esquerra i el dibuix d'una serp en la cantonada inferior dreta, tot això sota un fons negre. Aquesta portada va ser explicada posteriorment per Hetfield, qui va dir que el grup volia que la gent es fixés en la música que contenia l'àlbum, i no en el simbolisme ni en el disseny artístic. A banda de la gran rebuda comercial, la crítica musical el considera l'obra mestra de la Metallica.
Posteriorment, el grup va realitzar la gira Wherever I May Roam, que va durar 2 anys. Després d'aquesta gira, es va iniciar una altra gira al costat de Guns N' Roses. Durant la gira, el 8 d'agost de 1992 a Mont-real (Canadà), l'actuació de Metallica va acabar abruptament quan durant la cançó «Fade To Black» un foc artificial va explotar sota James Hetfield, deixant-lo amb greus cremades. Posteriorment l'actuació de Guns N' Roses va ser suspesa, a causa de l'afecció de gola de Axl Rose. La breu actuació de Metallica i la cancel·lació del xou de Guns N' Roses van provocar la ira dels fans, que van causar múltiples destrosses i alguns ferits. El tècnic de guitarra John Marshall va substituir a Hetfield la resta de concerts de la gira en la guitarra degut a les seqüeles de l'accident, i es va limitar a cantar les cançons.
El 1993, el grup va editar la caixa Live Shit: Binge and Purge, que conté tres CDs i dos concerts en vídeo gravats a Ciutat de Mèxic, Seattle i San Diego. Originalment va ser llançat com una caixa de cartolina com si fos equip d'un tour. A part dels CD i els DVD, la caixa conté material addicional com un llibre a color de 75 pàgines.

### Load,Reload,Garage Inc.iS&M(1994−2000)
Després de gairebé tres anys gira mundial promocionant el seu disc homònim, conegut popularment com The Black Album, Metallica va tornar a l'estudi per preparar el seu sisè àlbum d'estudi. Un any dedicat a la composició i a l'enregistrament de noves cançons va donar com a resultat dos discs d'estil idèntics que originalment estaven ideats com un àlbum doble. El primer a aparèixer fou Load (1996), que va debutar en el número 1 de la llista estatunidenca, però totalment dominats per un so que els antics seguidors van considerar massa comercial i molt suavitzat pel que fa a les lletres, molt proper al rock alternatiu que triomfava en aquella època. El nou treball va anar acompanyat d'una nova imatge dels seus membres, ja que es van tallar les cabelleres que lluïen fins al moment, i també van canviar el logotip que identifica la banda. Això es va veure també reflectit en el canvi de segell discogràfic, ja que les relacions entre Elektra Records i el grup van finalitzar després de gairebé deu anys cobrant només un 14% dels beneficis nets de Metallica, encara que acabarien reprenent el seu contracte poc després. A continuació van publicar el disc germà titulat Reload (1997), que també va debutar en el número 1 estatunidenc.
L'èxit d'ambdós àlbums no va ser tan contundent com el de l'àlbum negre. Molts adolescents es van convertir en seguidors de Metallica, al mateix temps que molts dels seus antics fans es veien en gran manera «traïts» per la nova direcció musical presa pel grup, el que des de llavors porta alimentant una gran polèmica. Com a curiositat cal destacar que les portades d'ambdós discos il·lustren una barreja de semen i sang d'ovella en Load, i una barreja de sang d'ovella i orina en Reload. La idea original és del fotògraf Andres Serrano, qui va prendre a més les fotos.
En els premis Grammy van entrar per primera vegada en la categoria Heavy Rock en comptes de Heavy Metal, com ocorria abans de l'esmentat Load. Aquest mateix any el grup finlandesa Apocalyptica va debutar amb el seu tribut a Metallica Plays Metallica by Four Cellos, que era bàsicament un àlbum amb covers de Metallica tocats únicament amb violoncels.
El 1998 realitzarien un nou treball similar a Garage Days Re-Visited titulat Garage Inc., encara que aquesta vegada seria un àlbum doble de versions de temes d'estils bastant diversos que van influir al grup en la seva ja dilatada carrera. Mentre que el primer disc incloïa covers de bandes com Diamond Head, Killing Joke, The Misfits, Thin Lizzy, Mercyful Fate o Black Sabbath, gravades per al llançament de l'àlbum, el disc dos contenia íntegres el Garage Days Revisited provinent del single de «Creeping Death», i el Garage Days Re-revisited, a més de diverses versions provinents de cares B i un extracte del concert de versions de Motörhead que Metallica va donar en el 50 aniversari de Lemmy Kilmister el 4 de desembre de 1995 en el Whiskey-A-Go-Go. El cover «Whiskey in the Jar» de Thin Lizzy va resultar guanyador d'un premi Grammy en la categoria de Millor Interpretació d'Hard Rock en 2000.
A l'any següent (1999) gravarien en un concert en directe, titulat S&M, en col·laboració amb l'Orquestra Simfònica de San Francisco, dirigida per Michael Kamen, qui havia fet els arranjaments d'orquestra per «Nothing Else Matters» de The Black Album. En aquest àlbum doble s'experimenta la barreja entre música de cançons de Metallica amb arranjaments orquestrals. A més, es presentarien dos nous temes especialment composts per a l'ocasió, «No Leaf Clover» i «-Human», extraient-se el primer d'ells com a segon single del disc.

#### L'episodi Napster
A l'abril de 2000, Metallica va demandar a Napster, la companyia creadora del programa homònim que permetia l'intercanvi de música en format MP3, per violació dels drets d'autor, doncs una versió de la cançó encara en procés per a la pel·lícula Missió Impossible II, «I Disappear», s'escoltava en la ràdio estatunidenca. Rastrejant l'origen de la filtració van descobrir la xarxa de compartició de fitxers de Napster que a més disposava de tot el seu catàleg de franc. Napster ja havia estat acusada per la RIAA en 1999 de violar lleis de propietat intel·lectual i servir d'asil per a la pirateria musical en internet, a més del fet que algunes universitats havien demanat prohibir el programa, doncs disminuïa la velocitat de les seves xarxes.
Per a maig de 2000, Napster va bloquejar les contrasenyes de més de 35 mil usuaris proporcionada per Ulrich i que havien obtingut cançons de Metallica. Chuck D., The Offspring, Limp Bizkit i Courtney Love van parlar a favor de Napster i van advertir sobre l'oportunitat que significava per a consumidors i artistes. Per Chuck D., Napster era una reacció, «el fenomen musical més gran des dels Beatles», «la indústria s'ha ufanat a guiar a les audiències; per primera vegada els fans han tingut la tecnologia abans que la indústria».
En la seva defensa, Napster va al·legar que servia només com a conducte de la informació. Al juny d'aquest any, la RIAA va demanar eliminar de Napster tot el contingut pertanyent a les discogràfiques més importants. Al setembre del mateix any, Metallica i Dr. Dre van enviar cartes a Harvard, Colúmbia i altres universitats perquè restringissin l'accés al programa. A l'octubre, Dave Matthews Band es va convertir en el primer grup a permetre la distribució d'una cançó via Napster, amb la vènia de la seva companyia.
La polèmica cessaria al juliol de 2001, en ajornar el grup totes les denúncies contra Napster al·legant que estava fent més mal que bé a la imatge del grup.

### St. Anger(2001−2005)
A principis de 2001 el baixista Jason Newsted, qui anteriorment havia tingut serioses discussions amb els altres integrants sobre els seus projectes fora del grup, abandonaria Metallica al·legant desgast físic i motius personals. Poc temps després, en la controvertida entrevista realitzada per Playboy per separat a tots els membres del grup diversos mesos abans, es descobriria que un dels principals motius de la marxa del baixista era la rotunda negativa d'Hetfield a la publicació del disc d'Echobrain, banda alternativa de Newsted. Després d'un llarg càsting a la recerca de substitut, i en el qual es van barrejar músics com Twiggy Ramirez, es contractaria a Robert Trujillo, qui havia estat baixista de Suicidal Tendencies, Black Label Society i Ozzy Osbourne en les seves actuacions en directe. Cal ressaltar que Jason Newsted, després de deixar Metallica, va pertànyer durant un temps al grup d'Osbourne, en la qual militava Mike Inez, exmembre de Alice in Chains i que també es rumorejà com a substitut. Aquest mateix any es crea el grup tribut satíric, Beatallica, la qual fusiona la música de The Beatles i Metallica. Van tenir un problema legal amb Sony, posseïdora dels drets sobre el material dels Beatles, però van ser ajudats per Lars Ulrich.

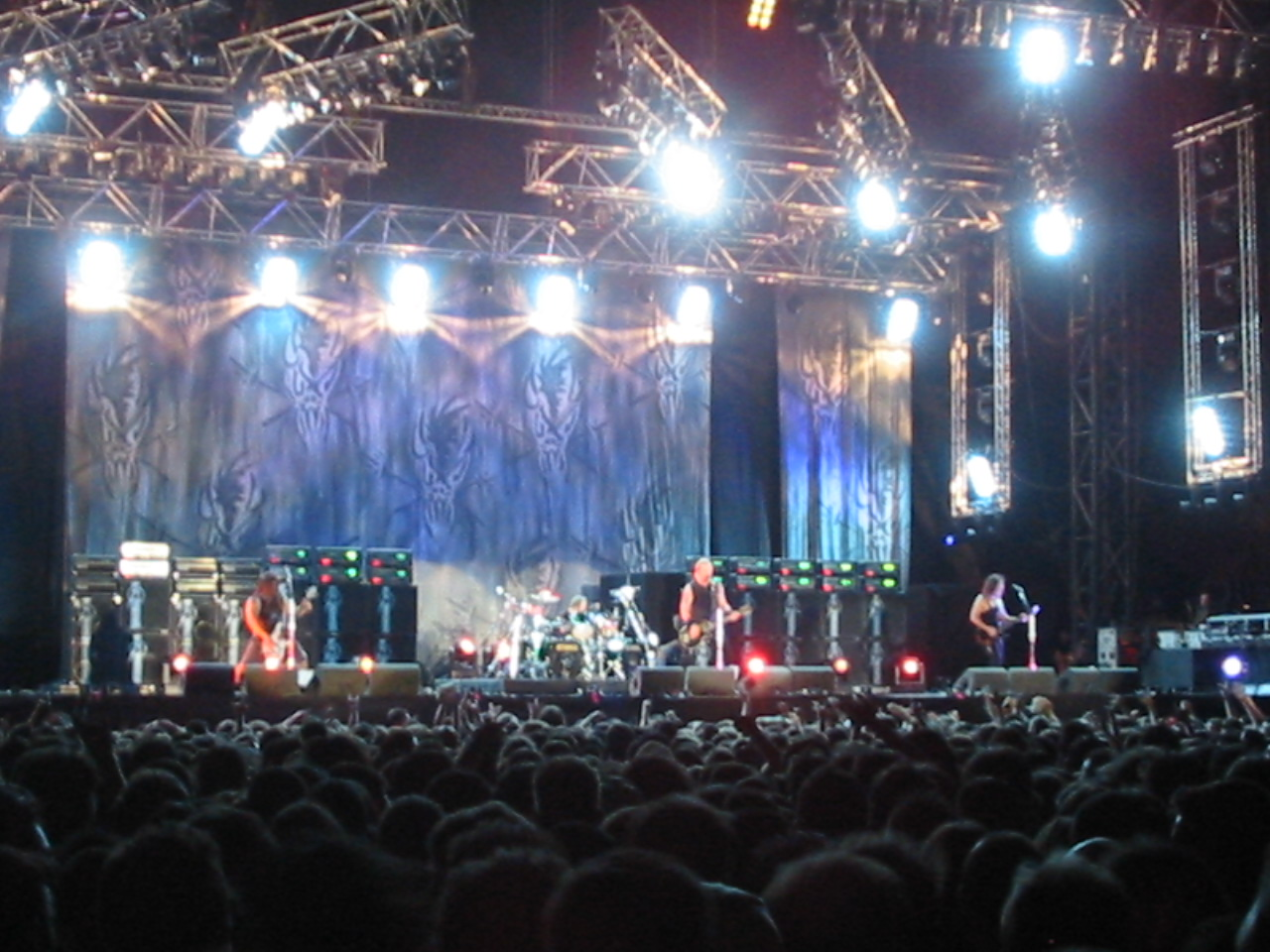
Concert en Madrid el 22 de juny de 2003.

Abans de l'entrada de Trujillo, el grup havia gravat el seu nou àlbum St. Anger, vuitè de la seva discografia, amb Bob Rock novament en el lloc de productor. Aquest últim toca el baix a causa de les dificultats per trobar un nou baix. Com a peculiaritats del disc destaca l'absència absoluta de solos de guitarra, i un so de la bateria totalment nou i igualment polèmic que radicava en la caixa, la qual tenia un harmònic metàl·lic en comptes del de fusta seca usat fins llavors. El vídeo de la cançó homònima de l'àlbum va ser gravat a la presó de Sant Quentin. Hi va haver moltes altres dificultats en la producció de l'àlbum, deguts a motius com el procés de rehabilitació de Hetfield, que havia començat a tenir problemes amb l'alcohol després d'un viatge a Sibèria on, segons ell, la seva única beguda era el vodka.
En el 2004 es llançaria el documental Some Kind of Monster, que narra la producció del St. Anger enmig de discussions i problemes després de la sortida de Jason i de la rehabilitació de James Hetfield, de qui ja es coneixia la seva passió per l'alcohol. En el documental fan aparició Jason Newsted i el seu grup Echobrain (Lars i Kirk acudeixen a una de les seves presentacions, es dirigeixen cap als camerinos i quan arriben, Jason ja havia marxat) i un dels seus primers guitarristes del grup, Dave Mustaine, qui xerra amb Lars sobre temes com la seva estada en Metallica i la seva carrera en Megadeth.

### Death MagneticiLulu(2006−2011)
En el 2006, el grup va realitzar el tour Escape From the Studio 06, en el qual van tocar el disc Master of Puppets en commemoració del seu vintè aniversari. Durant aquesta gira, el grup va tocar dues noves cançons: «New Song (Death is not the End)» i «The Other New Song (Vultorous)».
El 4 de desembre del 2006 va ser llançada una compilació de tots els seus videoclips des de 1989 fins a 2004, titulada The Videos 1989–2004. Aquesta inclou tots els seus videoclips des de «One» fins a «Some Kind of Monster» i, de forma extra, les dues versions del vídeo de «One», la versió teatral de «The Unforgiven» d'onze minuts, el tràiler del documental Some Kind of Monster, i a més, per primera vegada en DVD, la introducció de 2 of One. També Kirk i James van aparèixer al programa Metalocalypse i el grup sencer en Els Simpson, els qui a més apareixerien en la pel·lícula Get Thrashed. Un any més tard, el grup va gravar el cover de Ennio Morricone «The Ecstacy of Gold», el qual va aparèixer en el disc tribut We All Love Ennio Morricone. Després, en els mesos de juny i juliol van realitzar la gira Sick Of The Studio 07.
El grup va començar a gravar l'àlbum Death Magnetic el 14 de març de 2007. Aquest compta amb Rick Rubin com a productor, reemplaçant a Bob Rock, que havia ocupat aquest lloc des de fa més de 15 anys. L'àlbum és finalment llançat el 12 de setembre de 2008. Aquest treball va arribar al número 1 als Estats Units, on va estar-hi tres setmanes consecutives, als principals països europeus i a Austràlia. El grup va participar en un àlbum tribut a Iron Maiden, Maiden Heaven, interpretant la cançó «Remember Tomorrow» al costat de bandes com Avenged Sevenfold o Dream Theater.
El 14 de gener de 2009 es va anunciar l'entrada de Metallica al Saló de la Fama del Rock. Durant la cerimònia d'admissió, Jason Newsted es va unir a la banda per tocar diverses cançons. Ray Burton, pare de Cliff Burton, també fou convidat per rebre els honors corresponents al seu fill, però no Dave Mustaine, que no seria inclòs junt a la banda i va declinar la seva participació.
La gira de promoció de Death Magnetic es va allargar fins a mitjans de 2010 perquè encara no tenien intenció de treballar en un nou àlbum per descansar creativament. A mitjans de 2011 van declarar que ja estaven component noves cançons i van confirmar a Rick Rubin com a productor del nou treball. Posteriorment van explicar que el nou projecte es tractava d'una col·laboració amb el cantant i compositor Lou Reed. Aquest va aparèixer el 31 d'octubre de 2011 amb el títol de Lulu, format per deu cançons basades en les obres Earth Spirit i Pandora's Box de Frank Wedekind.

### Desè àlbum d'estudi (2011−actualitat)
Al desembre de 2011, Metallica va celebrar el 30è aniversari realitzant quatre concerts al The Fillmore de San Francisco exclusius per a membres del seu club de fans (Met Club). Hi van interpretar cançons de tota la seva trajectòria amb la col·laboració d'artistes convidats que han contribuït o influenciat en la seva carrera com per exemple: Dave Mustaine, Jason Newsted, Glenn Danzig, Ozzy Osbourne, Jerry Cantrell, Apocalyptica, membres de Diamond Head, i King Diamond.
A la fi de 2012 van abandonar la discogràfica Warner Bros. Records i van crear un segell independent anomenat Blackened Recordings per tal de produir les futures publicacions de la banda. També van anunciar que el seu següent àlbum no apareixeria més aviat de 2015 i que havien adquirit els drets de tots els seus àlbums d'estudi anteriors. El 8 de desembre de 2013 van realitzar un concert especial anomenat "Freeze 'Em All" a l'Antàrtida, esdevenint així la primera banda a tocar en els set continents.

## So i influències
A pesar que al principi Metallica tocava un estil molt proper al thrash metal, especialment en Kill 'em All, al llarg dels anys s'ha anat desmarcant d'aquesta posició, especialment a partir de Metallica (The Black Album), en el qual van prendre un so més comercial per apropar-se al mainstream. No obstant això, el canvi més important es dona a partir de 1996, amb la publicació de Load, en el qual es pot sentir un so molt més arreglat i proper al rock dur i al rock alternatiu, a més de poder apreciar-se el clar canvi estètic del grup, molt més polidament vestits abandonant les seves cabelleres i els seus vaquers trencats i desgastats. Això segueix dividint als fans avui dia. Amb la publicació de St. Anger, el grup s'orienta cap a un estil més proper al nu metal i al metal alternatiu, presentant un so molt més dur i agressiu que en els seus anteriors treballs.
Les influències musicals del grup es poden apreciar en el disc de versions Garage Days Re-Visited, on versionen cançons de bandes com Diamond Head, possiblement la seva major influència, o The Misfits, encara que també cal incloure dins de les seves influències bandes com Black Sabbath, UFO, Motörhead, Judas Priest i Iron Maiden.

## Polèmiques

### So i estètica
Amb la publicació de l'àlbum Ride the Lightning, molts fans van quedar desencantats per la balada «Fade to Black», ja que pels més puristes seguidors de la formació, les bandes de thrash metal no haurien de compondre cançons orientades cap al «mainstream» com és el cas d'aquest tema; no obstant això, amb la publicació de l'àlbum homònim del grup, aquesta polèmica s'empitjora a causa del so més comercial present en el disc, ja que en els treballs anteriors del grup el so pesat i fosc dominava la gran majoria dels temes. El canvi de so del grup va venir de la mà de Bob Rock, el productor del disc, qui havia treballat anteriorment amb bandes com Bon Jovi o Mötley Crüe, tots ells amb una gran quantitat de discos venuts a l'esquena. Malgrat aquesta polèmica, aquest va ser el treball més amb més èxit en vendes del grup, amb més de 7 milions de còpies venudes només als EUA, malgrat que molts seguidors els qualifiquessin com «venuts».
Encara amb Bob Rock en les seves files, el grup grava Load i ReLoad, dos discos que presenten un so molt més accessible al públic en general, la qual cosa va acabar per trencar les relacions dels seguidors més intransigents de la formació donat el caràcter proper al rock dur d'ambdós treballs. A més, el fet que el grup encapçalés festivals alternatius com Lollapalooza va ajudar al fet que guanyessin detractors. St. Anger proporcionava un so molt més dur sota la producció novament de Bob Rock, qui a més toca el baix a causa de la dificultat del grup per trobar un baixista que suplís la marxa de Jason Newsted. Aquest àlbum tampoc va convèncer a la majoria dels fans a causa de la seva orientació cap al nu metal, a l'escassetat del virtuosisme de Kirk Hammett, que no realitza cap solo en tot el disc, i al so de la bateria.

### Jason Newsted
Jason Newsted es va introduir en el grup com a substitut del mort Cliff Burton, idolatrat pels fans, per la qual cosa molts d'aquests seguidors no van veure amb bons ulls l'arribada d'un altre baixista al si del grup. A més, la seva manera de tocar va ser criticada en ser comparada amb el virtuosisme de Burton, ja que aquest últim tocava el baix amb els dits en lloc d'amb una pua, com feia Newsted. Després de la seva arribada, el grup va publicar ...And Justice for All, en el qual el so del baix de Newsted resulta gairebé inaudible. En una ocasió, durant la gira de presentació d'aquest treball, els restants membres del grup van llançar tots els seus objectes personals per la finestra de l'hotel en el qual s'allotjaven. A més, es rumorejà entre els fans que Newsted era homosexual, alguna cosa que no era cert. Segons les seves pròpies declaracions, Newsted va explicar: «Era el meu somni fet realitat. Si vas a omplir les sabates de Cliff Burton, has de ser resistent». Aquest va rebre nombroses crítiques per això, que va rebre amb paciència fins a l'any 2001, en el qual decideix abandonar el grup per ingressar en Voivod i, posteriorment, fundar el seu propi projecte, que va cridar Echobrain. El seu substitut va ser Robert Trujillo, que va afegir al grup un so més dur en haver pertangut a bandes de hardcore com Suicidal Tendencies o Infectious Grooves, encara que potser el factor principal per a la contractació de Trujillo anés el seu estil de tocar el baix, amb els dits igual que Burton. James Hetfield diria en una entrevista que "els seus dits semblaven pues, eren com els de Burton". En unes declaracions posteriors a la seva sortida del grup, Newsted va exposar: «Metallica té dos monstres que controlen, i és molt difícil aconseguir alguna cosa bona en aquest monopoli».

### Dave Mustaine

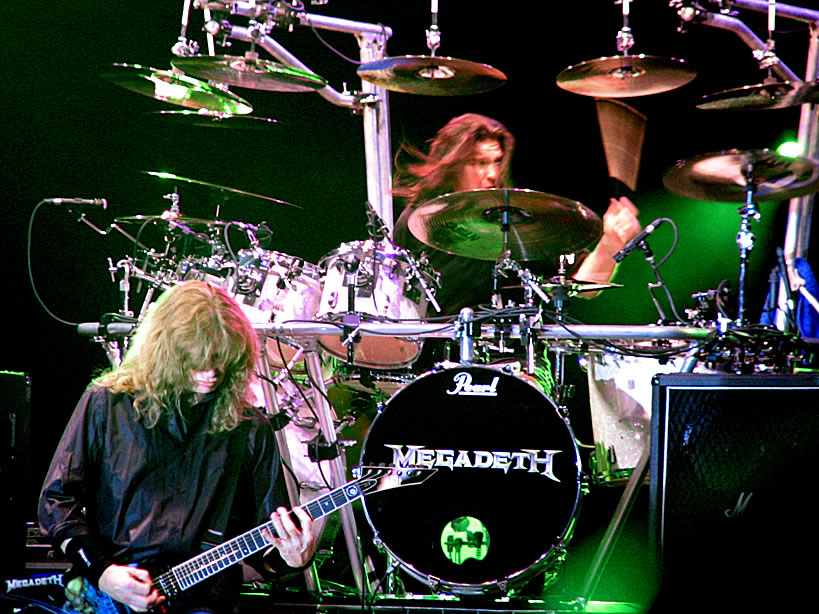
Dave Mustaine, ex-guitarrista de Metallica i després fundador de Megadeth, en un concert amb aquest grup en 2005.

La més famosa controvèrsia en la carrera del grup va venir donada per l'acomiadament de Dave Mustaine, primer guitarrista del grup i després fundador de Megadeth, després de conductes violentes i irresponsables en el si del grup. En 1983, en Nova York, Mustaine té un accident de furgoneta quan el grup anava a reunir-se amb el productor Jon Zazula, sent acomiadat i embarcat en un viatge de dos dies fins a Los Angeles, durant el qual decideix fundar una nova grup per venjar-se del seu acomiadament. Va declarar: «Després de ser acomiadat de Metallica, tot el que record és que volia sang, la seva. Volia ser més ràpid que ells». Poc abans d'aquest, Mustaine va tenir diversos problemes amb Ron McGovney, primer a la baixa de Metallica, que van acabar amb la marxa d'aquest abans de la sortida del guitarrista. En aquell moment, Mustaine provocava tota mena de contratemps als restants membres del grup a causa de la seva addicció a l'alcohol i a les drogues, amb el que va ser acomiadat de Metallica, introduint aquesta a Kirk Hammett. Les hostilitats entre Megadeth i Metallica van durar diversos anys. En una entrevista realitzada a James Hetfield en 1999, aquest va dir: «No som enemics i no som amics, i crec que és millor deixar-ho així. Durant aquells anys tots estàvem borratxos i passant-ho bé, però ell ho va portar tot massa lluny. Era una persona realment excessiva que havia de portar-ho tot al límit, la qual cosa incloïa l'alcohol i les drogues.»
Quan el grup va demanar a Mustaine que aparegués una entrevista entre ell i Lars Ulrich en el documental Some Kind of Monster de 2004, el guitarrista s'hi va negar, però Metallica va incloure aquesta entrevista. Mustaine va dir que això va ser «la traïció final», i ha abandonat l'esperança de gravar alguna cosa o reprendre amistat amb els membres del grup.

## Llegat
Metallica ha esdevingut una de les bandes més importants i influents de heavy metal de tots els temps. Se la coneix com una de les quatre grans bandes de thrash metal juntament amb Slayer, Anthrax, i Megadeth. La banda ha venut més de 110 milions de còpies arreu del món, i especialment als Estats Units amb més de 60 milions. Els mitjans de comunicació musicals destaquen la seva importància en la música i especialment en el metal, donant un impuls i nova energia al heavy metal i també expandint els límits del thrash metal.

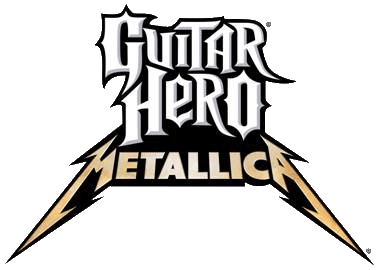
Logo del videojoc Guitar Hero Metallica.

Almenys existeixen una quinzena d'àlbums de tribut Metallica fins avui dia . Per exemple, la revista musical britànica Kerrang! va publicar un àlbum de tribut titulat Master of Puppets: Remastered el 8 d'abril de 2006 per commemorar el 20è aniversari de la publicació de Master of Puppets. Aquest àlbum va incloure versions de cançons de Metallica realitzades per Machine Head, Bullet for My Valentine, Chimaira, Mastodon, Mendeed i Trivium (metalcore). La banda finesa Apocalyptica va publicar un àlbum de tribut titulat Plays Metallica by Four Cellos interpretant vuit cançons de Metallica amb violoncels. Una banda de paròdies anomenada Beatallica va combinar cançons de The Beatles amb les Metallica. El 10 de setembre de 2006, en el capítol d'estrena de la 18a temporada de la sèrie d'animació The Simpsons, Metallica fou convidada al capítol titulat "The Mook, the Chef, the Wife and Her Homer". Les veus de Hetfield i Hammett han estat utilitzades en tres capítols de la sèrie d'animació Metalocalypse.
La banda apareix en 61a posició dels millors artistes de tots els temps ("The 100 Greatest Artists of All Time"). Els àlbums Masters of Puppets i Metallica han estat elogiats per diversos mitjans musicals especialitzats i apareixen en diverses llistes dels millors treballs, per exemple 167a i 252a posicions respectivament en la Llista dels 500 millors discs de tots els temps segons Rolling Stone. El primer també apareix en la llista "50 Heaviest Albums of All Time" de la revista Q Magazine. La cançó "Enter Sandman" apareix en la posició 399 de la llista de millors cançons de tots els temps ("500 Greatest Songs of All Time") de Rolling Stone.
La saga de videojocs Guitar Hero va incloure diverses cançons de la banda en molts dels seus títols. L'any 2009, Metallica va col·laborar amb l'equip de desenvolupament del videojoc per editar un títol centrat en la banda Guitar Hero: Metallica. La saga Rock Band també va incloure diverses cançons de la banda.

## Discografia
| Any  | Títol                         | Discogràfica         | Altres informacions                                                                   |
| ---- | ----------------------------- | -------------------- | ------------------------------------------------------------------------------------- |
| 1983 | Kill 'Em All                  | Megaforce            | Vendes del disc: 3 milions Els drets van ser venuts a Elektra que ara publica el disc |
| 1984 | Ride the Lightning            | Megaforce            | Vendes del disc: 5 milions Els drets van ser venuts a Elektra que ara publica el disc |
| 1986 | Master of Puppets             | Elektra              | Vendes del disc: 6 milions                                                            |
| 1988 | ...And Justice for All        | Elektra              | Vendes del disc: 8 milions                                                            |
| 1991 | Metallica                     | Elektra              | Vendes del disc: 15 milions Normalment anomenat "The Black Album"                     |
| 1996 | Load                          | Elektra              | Vendes del disc: 5 milions                                                            |
| 1997 | ReLoad                        | Elektra              | Vendes del disc: 3 milions                                                            |
| 2003 | St. Anger                     | Elektra              | Vendes del disc: 3 milions                                                            |
| 2008 | Death Magnetic                | Warner Bros. Records |                                                                                       |
| 2016 | Hardwired... to Self-Destruct | Blackened            |                                                                                       |
| 2023 | 72 Seasons                    | Blackened            |                                                                                       |

- Totes les vendes estan basades en els totals dels Estats Units. Mundialment, Metallica ha venut uns 80 milions de discs.
- Fora dels Estats Units i Canada, els treballs de Metallica són publicats per Vertigo/Universal.

## Membres
Membres actuals
- James Hetfield – cantant, guitarra rítmica (1981–present)
- Kirk Hammett – guitarra principal, veus addicionals (1983–present)
- Robert Trujillo – baix, veus addicionals (2003–present)

Membres anteriors
- Dave Mustaine – guitarra principal, veus addicionals (1982–83)
- Ron McGovney – baix, veus addicionals (1982)
- Cliff Burton – baix, veus addicionals (1982–86)
- Jason Newsted – baix, veus addicionals (1986–2001)
- Lloyd Grant - baix, guitarra adicional (1981)
- Lars Ulrich - Bateria, percussió (1981-2022)

## Guardons

### Premis
Grammy Awards
- Grammy a la millor interpretació de metal
  - 1990: "One"
  - 1991: "Stone Cold Crazy"
  - 1992: Metallica
  - 1999: "Better than You"
  - 2004: "St. Anger"
  - 2009: "My Apocalypse"
- Grammy a la millor interpretació de rock dur
  - 2000: "Whiskey in the Jar"
- Grammy a la millor interpretació de rock instrumental
  - 2001: "The Call of Ktulu"
- Grammy al millor disseny d'embalatge
  - 2009: "Death Magnetic"

### Nominacions
- 2009: Grammy al millor àlbum de rock
- 2018: Grammy al millor àlbum de rock